# The Kill
«The Kill» es una canción de 30 Seconds to Mars, la canción fue lanzada como el segundo sencillo de su segundo álbum, A Beautiful Lie.

## Descripción
Jared Leto describe el significado de la canción, "En realidad se trata de una relación con uno mismo. Se trata de enfrentar tus miedos y enfrentar la verdad acerca de quién eres." También ha dicho que se trata de "la confrontación como un cruce de caminos" - encontrarse cara a cara con lo que realmente eres.

## Vídeo musical
El vídeo es un homenaje a la película de 1980 El Resplandor de Stanley Kubrick basada en la novela de Stephen King. Varias escenas se basan en la película, como cuando Shannon Leto entra en la habitación 6277 y se encuentra con la mujer en el baño y otra cuando Matt Wachter se sirve una copa en el bar junto a una versión de sí mismo. En el minuto 02:07, los papeles que Jared Leto ha ido tipeando brevemente se hacen visibles y las palabras en ellos aparecen a leerse una y otra vez: "Esto es lo que realmente soy." Esta es otra alusión a El Resplandor, en el cual los tipos de páginas y páginas de Jack Torrance de la misma línea dicen: "Todo trabajo y nada de juego hacen de Jack un chico aburrido", una y otra vez en el mismo sentido. La escena con un hombre en un traje de oso, en una habitación, es también de "El resplandor".
En cuanto a la cinematografía, Jared Leto adoptó la pantalla partida por trabajar con Darren Aronofsky en Réquiem por un sueño.
El número de la habitación embrujada se cambia 237 a 6277 en el vídeo, ya que significa "Mars" en el teclado del teléfono. El número también hace una aparición en el vídeo de "From Yesterday".
"The Kill (Bury Me)" fue seleccionado como el segundo mejor vídeo de 2006, perdiendo contra Savin' Me de Nickelback[cita requerida]
Cuando la conferencia de prensa dio información sobre el lanzamiento del vídeo de "The Kill", Jared Leto dijo que el vídeo fue dirigido por un hombre danés y albino llamado Bartolomew Cubbins. Esto estaba pensando para ser una broma ya que Cubbins es el personaje principal del libro de Dr. Seuss, Los 500 sombreros de Bartolomé Cubbins. Sin embargo, algunas transmisiones del vídeo en los canales de música todavía listan a Cubbins como director. Las escenas del hotel en el vídeo fueron filmadas en The Carlu en Toronto, Ontario.

### Argumento
El vídeo musical muestra a la banda que explorando el hotel en el cual se alojarán cuidadosamente. Una carta del propietario del hotel indica a la banda que "Disfrute de su estancia y por favor, manténgase fuera de la habitación 6277." Shannon Leto no obedece la advertencia y entra en la habitación. Tras la apertura de la puerta, cada miembro de la banda comienza a experimentar los efectos de la apertura de la sala en todo el hotel. Cada miembro experimenta los efectos de otra manera, pero una cosa permanece constante para cada individuo - se encuentran con una versión de ellos mismos vestidos con un esmoquin al estilo de 1920 con colas. Entonces varias otras apariciones toman residencia en el hotel, disipando la promesa que Jared hizo en el comienzo del vídeo que la banda tendrá el hotel para ellos solos y que "no va a haber una sola maldita alma". El vídeo llega a su punto culminante cuando Tomo se encuentra a sí mismo en la cama con un hombre en un traje de oso, e inmediatamente la banda vestidos con trajes de etiqueta se muestran interpretando la canción en el salón de baile del hotel en frente de una multitud de gemelos, vestidos al estilo de 1920, bailando con ellos mismos. El tema de la duplicidad resuena en todo el vídeo.

## Lista de canciones
Estándar
1. «The Kill (Bury Me)» – 3:52
2. «Attack» (En vivo en CCBG, julio de 2006) – 4:06
3. «The Kill (Bury Me)» (Versión acústica, en vivo en VH1) – 3:48

## Posicionamiento en listas
- La canción rompió un récord en el Modern Rock Tracks de Billboard permaneciendo en la lista por 52 semanas.[3][4]

| Lista                                   | Posición |
| --------------------------------------- | -------- |
| Australia (ARIA)                        | 20       |
| Brasil Billboard Hot 100                | 56       |
| Canadá (Nielsen SoundScan)              | 1        |
| EE. UU Billboard Adult Top 40 Tracks    | 25       |
| EE. UU Billboard Hot 100                | 65       |
| EE. UU Billboard Mainstream Rock Tracks | 14       |
| EE. UU Billboard Modern Rock Tracks     | 3        |
| EE. UU Billboard Top 40 Mainstream      | 30       |
| Europa (Eurochart Hot 100)              | 10       |
| Reino Unido (Official Charts Company)   | 28       |

## Premios
- El 31 de agosto de 2006, la banda ganó el Premio MTV2 por "The Kill" en los MTV Video Music Awards, era una de sus dos nominaciones. La segunda era por el Mejor Vídeo Rock; sin embargo, perdieron contra el vídeo «Miss Murder» de AFI
- "The Kill" fue premiado como el Mejor Vídeo del Año y el Mejor Vídeo Rock en los MTV Australia Video Music Awards (AVMAs).

## En la cultura popular
- La canción aparece en Guitar Hero World Tour
- La canción está disponible como contenido descargable para Rock Band.[6]
- También hay otra versión de la canción con la colaboración de la cantante brasileña Pitty, que sólo fue lanzado en Brasil.
- La canción aparece el 21 de enero de 2007 en el episodio "Primed" de la serie Without a Trace.
- Durante los MTV Movie Awards 2007, "The Kill" fue interpretado como la música de fondo en un clip de la película 300, que fue nominado para el premio a la Mejor Película.